# Rhabdatomis
Rhabdatomis is een geslacht van vlinders van de familie spinneruilen (Erebidae), uit de onderfamilie Arctiinae.

## Soorten
- R. cora Dyar, 1907
- R. dognini Field, 1964
- R. draudti Field, 1964
- R. extensa Field, 1965
- R. fasseli Field, 1964
- R. knabi Field, 1964
- R. laudamia Druce, 1885
- R. mandana Dyar, 1907
- R. melinda Schaus, 1911
- R. peruviana Schaus, 1894
- R. pueblae Draudt, 1919
- R. pusa Dognin, 1892
- R. zaba Dyar, 1907